# Kopa nad Wrotami
Die Kopa nad Wrotami (slowakisch Kopa nad Chałubińského bránou, Smrečinská veža) ist ein Berg in der polnischen Hohen Tatra mit 2075 m. ü.N.N. Er befindet sich auf dem Hauptkamm der Tatra auf der polnisch-slowakischen Grenze im Massiv der Mięguszowieckie Szczyty. 

## Lage und Umgebung
Unterhalb des Gipfels liegt der Bergsee Meerauge im Tal Dolina Rybiego Potoku. Der Bergpass Ciemnosmreczyńska Przełączka trennt ihn von dem Gipfel Ciemnosmreczyńska Turnia und der Bergpass Wrota Chałubińskiego trennt ihn von dem Gipfel Szpiglasowy Wierch.

## Etymologie
Der polnische Name Kopa nad Wrotami lässt sich als Koppe über dem Tor übersetzen. 

## Besteigungen
Erstbesteigungen:
- Sommer – Stefan Komornicki, Jerzy Żuławski und Józef Gąsienica Tomków am 7. September 1908
- Winter – Zofia Radwańska-Kuleszyna und Tadeusz Aleksander Pawłowski am 2. Januar 1937

## Tourismus
Der Gipfel ist bei Kletterern beliebt. Als Ausgangspunkt für eine Besteigung eignet sich die Berghütte Schronisko PTTK nad Morskim Okiem. Es gibt keinen markierten Wanderweg auf den Gipfel. Unterhalb des Gipfels liegt der Bergpass Wrota Chałubińskiego, auf den ein markierter Wanderweg von der Ceprostrada führt.

## Belege
- Zofia Radwańska-Paryska, Witold Henryk Paryski, Wielka encyklopedia tatrzańska, Poronin, Wyd. Górskie, 2004, ISBN 83-7104-009-1.
- Tatry Wysokie słowackie i polskie. Mapa turystyczna 1:25.000, Warszawa, 2005/06, Polkart ISBN 83-87873-26-8.